# Louis-Jacques Durameau
Louis-Jacques Durameau (Paris, 5 de outubro de 1733 — Versailles, 3 de setembro de 1796) foi um pintor francês.

## Vida
Filho de Jacques Durameau e Marie Rocou (ou Rocan). Trabalhou com o escultor Jean-Baptiste Defernex antes de entrar na Academia Real de Pintura e Escultura de Paris em 1754, onde estudou com Jean-Baptiste Marie Pierre. Depois de três tentativas frustradas, em  1757, ganhou o Grand Prix de Rome, com o tema Élie ressuscité le fils de la Sunamite.
De 1757 a 1760 Durameau estudou na  Ecole des Elèves Protégés em Paris sob a orientação de Carle Vanloo, mais tarde transferiu-se para a Academia da França em Roma. Durante essa época em Roma Durameau terminou sua educação artística.
Durameau teve como seu aluno Louis-François Aubry que se tornou um famoso pintor de retratos em miniatura de sua época.
Ele também deu mostra de seu trabalho no teto da L'Opéra do Palácio de Versalhes, que foram feitas para o casamento do Delfim com Maria Antonieta, nesse teto Apolo e as musas são representados, suas pinturas que ainda decoram o teto foram feitas na época em que Durameau foi pintor do rei e chegou a ser curador das pinturas da Coroa em 1783.
Além de também ter trabalhado na pintura do teto da Galérie d'Apollon no Louvre.
Morreu de uma congestão pulmonar após uma viagem a Paris, a pé.

## Leitura de apoio
- Marc Sandoz, Louis-Jacques Durameau, 1733-1796, Éditart - Quatre Chemins, Paris, 1980
- Anne Leclair, Louis-Jacques Durameau, 1733-1796, Arthéna, Paris, 2001, ISBN 2-903239-28-2
- Anne Leclair, "Louis-Jacques Durameau et l'art de son temps", in  L'Objet d'Art, p. 383, September 2003